# Evangelische Kirche Gronau (Bad Vilbel)

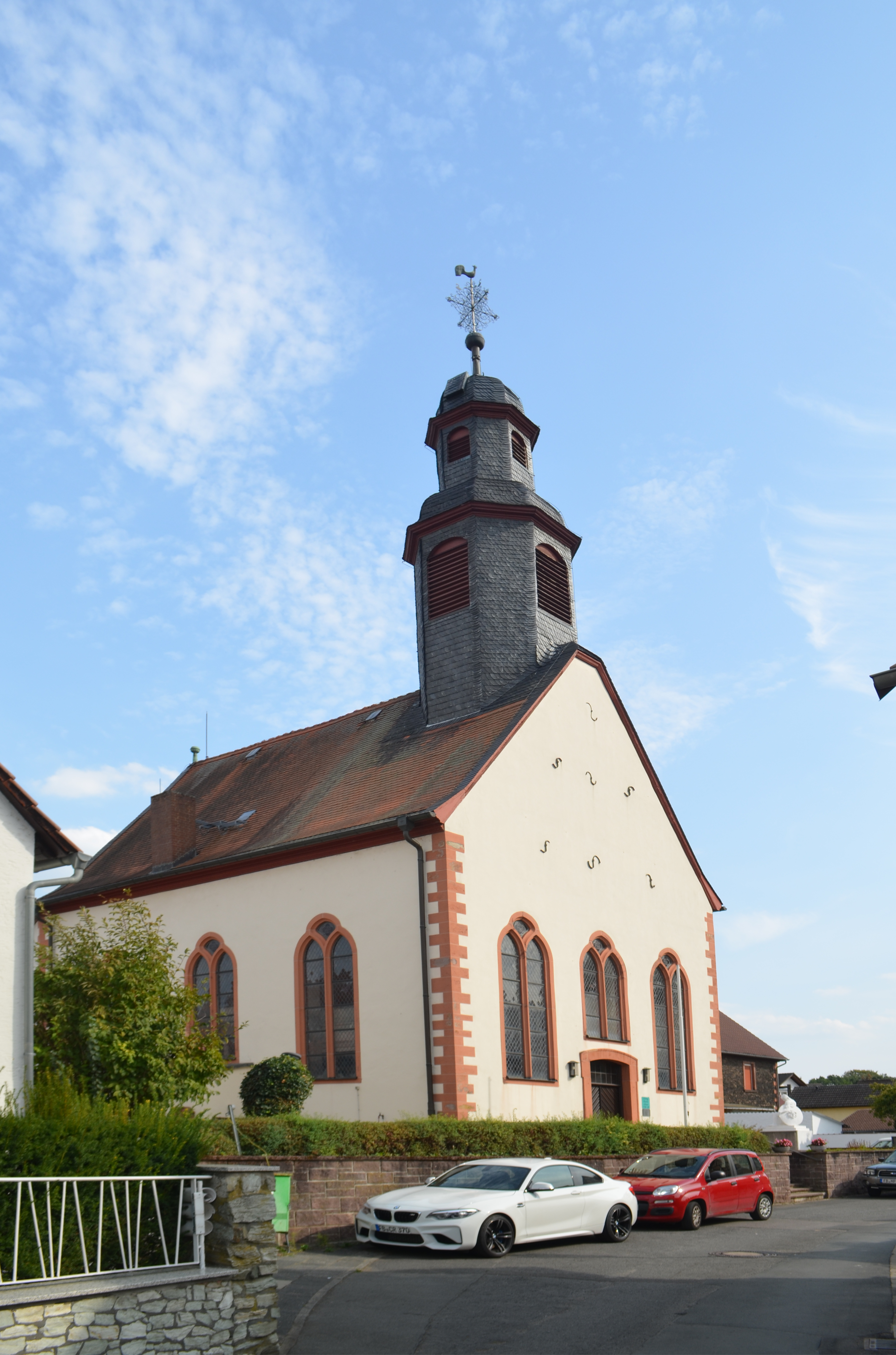
Evangelische Kirche Gronau (Bad Vilbel)

Die Evangelische Kirche Gronau (Bad Vilbel) ist ein denkmalgeschütztes Kirchengebäude, das in Gronau steht, einem Stadtteil von Bad Vilbel  im Wetteraukreis in Hessen. Die Kirchengemeinde gehört zum Kirchenkreis Hanau im Sprengel Hanau-Hersfeld der Evangelischen Kirche von Kurhessen-Waldeck.

## Beschreibung
Die barocke Saalkirche wurde in den Jahren 1718/19 unter Johann Reinhard III. (Hanau) gebaut. Sie ersetzte eine Kapelle von 1571. Das Kirchenschiff hat einen dreiseitigen Schluss im Osten. Aus dem Satteldach erhebt sich im Westen ein achteckiger, schiefergedeckter, mit einer Laterne bekrönter Dachreiter, hinter dessen Klangarkaden sich der Glockenstuhl befindet. Die neugotischen Dreipassbögen der Fenster wurden erst 1868 ergänzt. Die Brüstungen der dreiseitigen Emporen wurden 1720/21 bemalt. Die Orgel, die ursprünglich auf der Empore hinter dem Altar stand, wurde 1777 von Henrich Jakob Syer, dem Sohn von Johann Friedrich Syer gebaut. Das Altarkreuz, das Johann Wolfgang Fröhlicher 1684 für die Vorgängerkapelle geschaffen hat, wurde in die neue Kirche übernommen. Die Kanzel, deren Schalldeckel von einem Pelikan bekrönt wird, stammt aus den Jahren 1718/19. Auf einer Gedenktafel im Innern der Kirche wird an die Gronauer Opfer im Deutsch-Französischen Krieg gedacht.